# ابرار اقتصادی
ابرار اقتصادی روزنامه اقتصادی صبح ایران به صاحب‌امتیازی، مدیرمسئولی و سردبیری سید محمد صفی‌زاده و چاپ گروه نشریات ابرار است. این روزنامه از سال ۱۳۷۳ تاکنون منتشر می‌شود و تیراژی میان ۷۰ تا ۸۰ هزار نسخه دارد.